# Campeonato Mundial de Ciclismo em Pista de 1969
O Campeonato Mundial UCI de Ciclismo em Pista de 1969 foi realizado na cidade de Antuérpia, na Bélgica  e em Brno, Tchecoslováquia  entre os dias 5 e 9 agosto. Foram disputadas onze eventos, 9 para os homens (3 para os profissionais, 6 para amadores) e 2 para mulheres.

## Sumário de medalhas

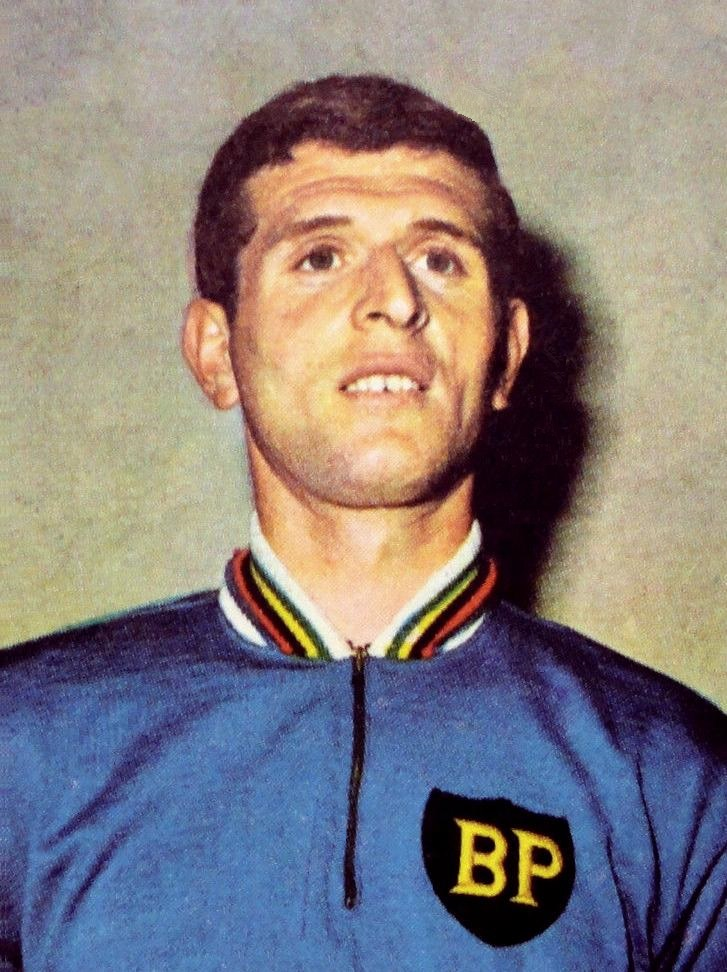
Ferdinand Bracke ciclista profissional belga, vencedor da prova de perseguição individual.

| Eventos profissionais masculinos |                                                                                         |                                                                               |                                                                           |
| Velocidade individual            | Patrick Sercu · Bélgica                                                                 | Robert Van Lancker · Bélgica                                                  | Sante Gaiardoni · Itália                                                  |
| Perseguição individual           | Ferdinand Bracke · Bélgica                                                              | Hugh Porter · Reino Unido                                                     | Peter Post · Países Baixos                                                |
| Motor-paced                      | Jacob Oudkerk · Países Baixos                                                           | Theo Verschueren · Bélgica                                                    | Domenico De Lillo · Itália                                                |
| Eventos amadores masculinos      |                                                                                         |                                                                               |                                                                           |
| Quilômetro contra o relógio      | Gianni Sartori · Itália                                                                 | Janusz Kierzkowski · Polónia                                                  | Klaas Balk · Países Baixos                                                |
| Velocidade individual            | Daniel Morelon · França                                                                 | Omar Phakadze · União Soviética                                               | Peder Pedersen · Dinamarca                                                |
| Perseguição individual           | Xaver Kurmann · Suíça                                                                   | Bernard Darmet · França                                                       | Daniel Rebillard · França                                                 |
| Perseguição por equipe           | União Soviética · Stanislav Moskvin · Vladimir Kuznetzov · Viktor Bykov · Sergeï Kuskov | Itália · Pietro Algeri · Giacomo Bazzan · Giorgio Morbiato · Antonio Castello | França · Claude Buchon · Bernard Darmet · René Grignon · Daniel Rebillard |
| Motor-paced                      | Bert Boom · Países Baixos                                                               | Cees Stam · Países Baixos                                                     | Jörg Peter · Suíça                                                        |
| Tandem                           | Alemanha Oriental · Hans-Jürgen Geschke · Werner Otto                                   | Alemanha Ocidental · Jürgen Barth · Rainer Muller                             | França · Pierre Trentin · Daniel Morelon                                  |
| Eventos femininos                |                                                                                         |                                                                               |                                                                           |
| Velocidade individual            | Galina Tsareva · União Soviética                                                        | Galina Ermolaeva · União Soviética                                            | Irina Kiritchenko · União Soviética                                       |
| Perseguição individual           | Raisa Obodovskaya · União Soviética                                                     | Tamara Garkuchina · União Soviética                                           | Keetie Hage · Países Baixos                                               |

## Quadro de medalhas

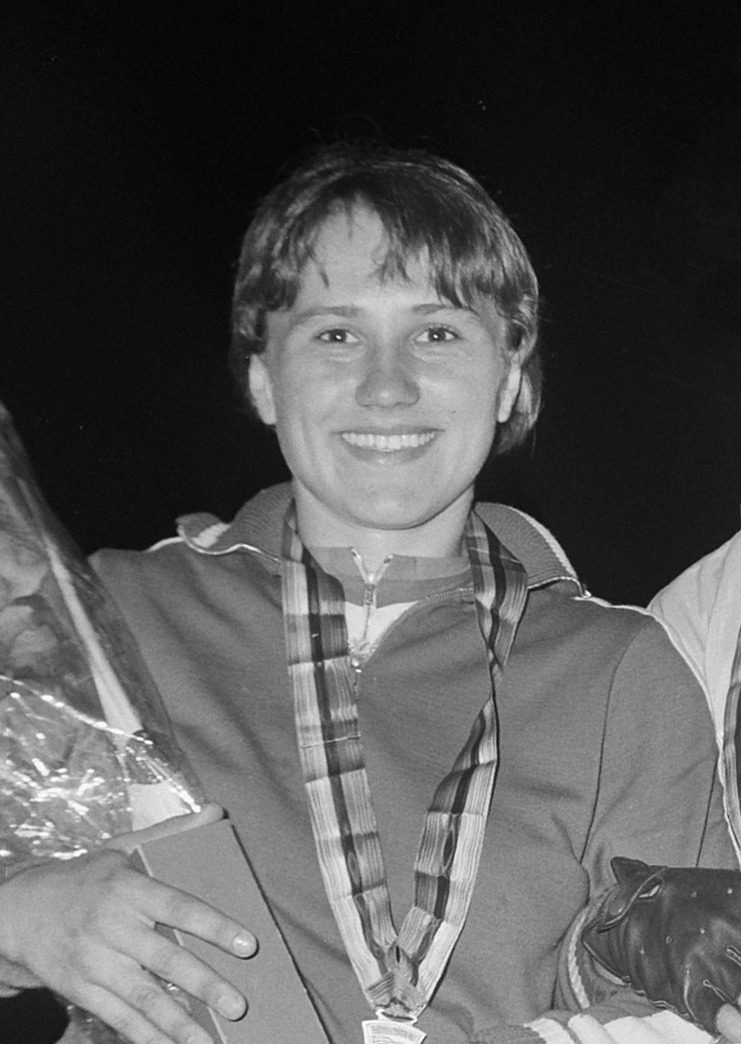
Raisa Obodovskaya ciclista da União Soviética vencedora da prova feminina de perseguição individual.

| Ordem | País               | Medalha de ouro | Medalha de prata | Medalha de bronze | Total |
| ----- | ------------------ | --------------- | ---------------- | ----------------- | ----- |
| 1     | União Soviética    | 3               | 3                | 1                 | 7     |
| 2     | Bélgica            | 2               | 2                | 0                 | 4     |
| 3     | Países Baixos      | 2               | 1                | 3                 | 6     |
| 4     | França             | 1               | 1                | 3                 | 5     |
| 5     | Itália             | 1               | 1                | 2                 | 4     |
| 6     | Suíça              | 1               | 0                | 1                 | 2     |
| 7     | Alemanha Oriental  | 1               | 0                | 0                 | 1     |
| 8     | Alemanha Ocidental | 0               | 1                | 0                 | 1     |
| 8     | Reino Unido        | 0               | 1                | 0                 | 1     |
| 8     | Polónia            | 0               | 1                | 0                 | 1     |
| 11    | Dinamarca          | 0               | 0                | 1                 | 1     |
|       | TOTAL              | 11              | 11               | 11                | 33    |